# Bernd Kammermeier
Bernd Peter Kammermeier (* 1957 in Frankfurt am Main) ist ein deutscher Autor, Modellbauer und Experte für Spezialeffekte. Er ist Inhaber und Betreiber des Filmtrickstudios Panasensor in Dietzenbach.

## Leben
Kammermeier wuchs in einem künstlerischen Elternhaus auf, in dem er evangelisch erzogen wurde. Als Jugendlicher wandte er sich von der Religion ab und wollte Naturwissenschaftler werden. Er studierte Visuelle Kommunikation an der Hochschule für Gestaltung Offenbach am Main und widmete sich dann der Tricktechnik und dem Modellbau. Er gründete und leitet die auf Special Effects und Modellbau spezialisierten Filmtrickstudios Panasensor in Dietzenbach.
Seit Anfang der achtziger Jahre arbeitete Kammermeier an dem „galaktischen Roadmovie“ Astro Saga. 1985 stellte er die Ausstellung Astro Saga auf der Startrampe – Science-Fiction-Film made in Germany im Deutschen Filmmuseum zusammen. Der geplante Film wurde nie fertiggestellt.
Als Spezialist für Spezialeffekte war Kammermeier für verschiedene Kinoproduktionen, Werbespots, Industriefilme und ZDF-Dokumentationen tätig. Für eine Promotiontour von Star Wars: Episode I – Die dunkle Bedrohung fertigte er Modelle eines „X-Wing“-Raumschiffjägers in Originalgröße. Für den Archäologen Michael Pfrommer baute er ein Modell des antiken Alexandria
Im September 2001 führte Kammermeier Regie bei dem Musiktheater Die Morgenröte der Zivilisation, das im antiken Stadion von Athen aufgeführt wurde. Die Musik komponierte Andreas Vollenweider, den griechischen Philosophen Sokrates spielte Rod Steiger, Schirmherr war die UNESCO.

## Publizistische Tätigkeit
Kammermeier ist Mitglied der Giordano-Bruno-Stiftung. Er ist Mitherausgeber des 2016 im Alibri Verlag erschienenen Buches Martin Luther: Von den Juden und ihren Lügen, einer Neuauflage der von Martin Luther 1543 verfassten antisemitischen Hetzschrift in heutigem Deutsch mit Originaltext und Begriffserläuterungen. Kammermeier schreibt unregelmäßig für den Humanistischen Pressedienst.

## Filmografie
- 1987: Hatschipuh – Visuelle Effekte
- 1990: Moon 44 – Visuelle Effekte
- 1994: Die unendliche Geschichte 3 – Rettung aus Phantásien – Modellbau
- 1997: Sphinx – Geheimnisse der Geschichte – Modellbau
- 1997: Mysteries – Modellbau[14]
- 1999: Alles Bob! – Optische Spezialeffekte
- 2000: Der tote Taucher im Wald – Optische Spezialeffekte

## Veröffentlichungen
- Karl-Heinz Büchner, Bernd P. Kammermeier, Reinhold Schlotz, Robert Zwilling (Hrsg.): Martin Luther. Von den Juden und ihren Lügen: Erstmals in heutigem Deutsch mit Originaltext und Begriffserläuterungen. Alibri, Aschaffenburg 2016. ISBN 978-3-86569-196-5.
- Karl-Heinz Büchner, Bernd P. Kammermeier, Reinhold Schlotz, Robert Zwilling (Hrsg.): Martin Luther: Judenfeindliche Schriften, Band 2. Alibri, Aschaffenburg 2017. ISBN 978-3-86569-229-0.
- Karl-Heinz Büchner, Bernd P. Kammermeier, Reinhold Schlotz, Robert Zwilling (Hrsg.): Martin Luther: Judenfeindliche Schriften, Band 3. Alibri, Aschaffenburg 2017. ISBN 978-3-86569-274-0.
- Michael Pfrommer: Königinnen vom Nil. Mit Photos von Bernd P. Kammermeier, von Zabern, Mainz 2003, ISBN 978-3-8053-2916-3.
- Michael Pfrommer: Das Zweite Buch. Historischer Roman. Nach einem Orig.-Drehbuch von Bernd P. Kammermeier und Michael Pfrommer, von Zabern, Mainz 2007, ISBN 978-3-8053-3714-4